# Bernardo Roselli
Bernardo Roselli Mailhe (17 de septiembre de 1965), nacido en Carmelo, Colonia, es un profesor y ajedrecista uruguayo. 
Hijo de Martha Mailhe y Diego Roselli. Contrajo matrimonio con Sabrina de San Vicente.

## Trayectoria
Es campeón nacional sub-16 en 1981. En 1984 sorprende al ganar el campeonato uruguayo a los 19 años, obteniendo el título en su primera participación en el torneo nacional.
En 1985 participa en el Zonal Sudamericano en Corrientes donde obtiene sus primeras victorias frente a Grandes Maestros, Jaime Sunye Neto de Brasil y Miguel Ángel Quinteros de Argentina, los dos más fuertes del torneo. Por esta actuación obtiene el título de Maestro FIDE.
En Montevideo en 1994 consigue la tercera y definitiva norma de Maestro Internacional, MI, otorgado por la Federación Internacional de Ajedrez (FIDE). A enero de 2022 ha sido 20 veces campeón nacional.
Actualmente realiza, además de su participación en numerosas competencias, una intensa labor docente en la organización Educajedrez y diversos centros escolares y liceales del país. Actualmente batalla por convertirse en Gran Maestro.
El 12 de diciembre de 2009 fue elegido Presidente de la Federación Uruguaya de Ajedrez dejando su cargo en el año 2022.
Hijos: Facundo Roselli (1991) y Federico Roselli (2006).